# Endgame (série télévisée)
Pour les articles homonymes, voir Endgame.
Endgame (Le Fou de l'hôtel au Québec) est une série télévisée canadienne créée par Avrum Jacobson, développée et produite par Thunderbird Films, et diffusée entre le 14 mars 2011 et le 13 juin 2011 sur la chaîne Showcase. Aux États-Unis, la série est uniquement diffusée sur Hulu.
Au Québec, la série est diffusée depuis le 6 février 2012 sur Séries+, et en France à partir du 7 décembre 2013 sur Polar. La série reste néanmoins inédite dans les autres pays francophones.

## Synopsis
La série suit l'ancien champion mondial d'échecs Arkady Balagan (Shawn Doyle), un génie qui utilise ses compétences analytiques pour résoudre des crimes.
La série commence trois mois après la mort de la fiancée d'Arkadi, Rosemary, où Arkady a commencé à développer de l'agoraphobie. Arkady utilise ses facultés, qu'il a perfectionné en jouant aux échecs, pour aider à résoudre des cas.

## Distribution

### Acteurs principaux
- Shawn Doyle (VQ : Yves Soutière) : Arkady Balagan
- Patrick Gallagher (VQ : Sylvain Massé) : Hugo Lum
- Katharine Isabelle (VQ : Kim Jalabert) : Danni
- Carmen Aguirre (en) (VQ : Hélène Mondoux) : Alcina Albeniz
- Melanie Papalia (VQ : Lisette Dufour) : Pippa Venturi
- Lisa Ray : Rosemary Venturi
- Torrance Coombs (VQ : David Laurin) : Sam Besht

### Acteurs récurrents
- Veena Sood (VQ : Johanne Garneau) : Barbara Stillwell (11 épisodes)
- Gary Gill (VQ : Nicholas Savard L'Herbier) : Gurjit Bhatti (7 épisodes)
- Colin Lawrence (en) : Détective Jason Evans (6 épisodes)

### Invités
- Sanya Silver : Zofia (épisodes 2, 5 et 10)
- Doron Bell (en) : Portier (épisodes 3 et 8)

 Source et légende : version québécoise (VQ) sur Doublage.qc.ca

## Épisodes
1. Coups d'envoi (Opening Moves)
2. Hold-up à la turque (Turkish Hold'em)
3. Fort de café (The Caffeine Hit)
4. Qui a tué Kim ? (The Other Side of Summer)
5. Je l'ai tuée (I Killed Her)
6. Effrayante Symétrie (Fearful Symmetry)
7. Gare au gorille (Gorillas in Our Midst)
8. La Reine blanche (The White Queen)
9. Huxley, nous avons un problème (Huxley, We Have a Problem)
10. Bénissez cette union (Bless This Union)
11. M. Black (Mr Black)
12. Pôles opposés (Polar Opposites)
13. Voix d'outre-tombe (Deadman Talking)

## Personnages
- Arkady Balagan, un ancien champion du monde d'échecs russe. En allant à son prochain championnat du monde à Vancouver avec sa fiancée, Rosemary, elle fut assassinée juste en face de leur hôtel. Son agoraphobie fait de lui un « détective dans un fauteuil », comme Hercule Poirot ou Nero Wolfe.
- Sam Besht, un étudiant diplômé et fanatique d'échecs. Il est l'apprenti d'Arkady : à cause de la phobie Arkady, Sam est celui qui fait le travail en se déplaçant pour résoudre les cas. Sam est un gamin intelligent avec un avenir prometteur ; Arkady paie Sam pour son travail sur le terrain en lui donnant plus de chances de jouer aux échecs avec lui.
- Hugo, le chef de sécurité de l'hôtel. Lui et Arkady ont leurs désaccords ; Hugo est jaloux de ce que Arkady (un joueur d'échecs) peut faire en résolvant des crimes, alors que lui (un ancien détective) a de la difficulté à y parvenir. Hugo menace constamment Arkady sur la façon dont celui-ci ne sera pas en mesure de payer sa facture, et veut lui faire quitter l'hôtel. Cependant, ils travaillent souvent ensemble lorsque leurs intérêts coïncident.
- Danni, une barman à l'hôtel. Danni sert de source d'information pour Arkady.
- Pippa, la sœur cadette de Rosemary (fiancée morte d'Arkady), déterminée à découvrir qui a tué Rosemary. Elle intervient principalement dans chaque épisode pour donner l'état de l'enquête en cours pour ce meurtre.
- Alcina, une femme de ménage à l'Hôtel Huxley. Elle est une grand-mère et travaille pratiquement tous les jours avec des heures supplémentaires. Elle manque du temps pour faire un peu de travail sur le terrain avec Sam.
- Barbara Stilwell, la gérante de l'hôtel. Barbara n'aide pas Arkady dans ses enquêtes. Pour être gentille, elle a donné Arkady un rabais important sur la suite de luxe en raison de la mort de Rosemary.